# Judith (voornaam)
Judith is een voornaam voor een meisje. De naam is afgeleid van de Hebreeuwse naam יְהוּדִית or Yehoedit, hetgeen "vrouw uit Judea" betekent.

## Oorsprong van de naam
Judith komt voor in de Hebreeuwse Bijbel als de vrouw van Esau. Een andere Judith komt voor in het apocriefe Boek Judith. In het boek Judith is zij een heldin, die haar volk redt door de belegeraar van de stad Holofernes te verleiden en vervolgens als hij slaapt zijn hoofd af te hakken. De naam wordt veel gegeven in de Engelse, Franse, Duitse, Nederlandse en Hebreeuwse taalgebieden evenals in de Scandinavische landen.

## Populariteit
Tussen 1936 en 1956 stond de naam in de VS in de top 50 van meest populaire voornamen die aan in deze periode geboren meisjes gegeven werden. Sindsdien is de populariteit van de naam in de VS afgenomen. In 2012 stond de naam op de 893ste plaats. In 1960 nog op plaats 74.
In de Nederlanden werd de naam in de Middeleeuwen al populair, ook bij de adel. Een vroeg voorbeeld is de naam van Judith van Beieren (805-843), de vrouw van Lodewijk de Vrome (778 - 840). Ook andere vrouwen uit het geslacht Welfen droegen deze naam. Via Judith van West-Francië (843 - 870) kwam de naam naar Engeland, omdat zij trouwde met Æthelwulf. In Engeland werd de naam verward met de naam Angelsaksische/Germaanse naam Jutta (strijd). Een middelnederlandse vorm van Judith was Jutte. Omdat Judith geen heilige is, had zij geen naamdag, vandaar dat de uitdrukking "met Sint-juttemis" nooit betekent.
Tussen 1880 en 1945 werd de naam Judith in Nederland enkele tientallen keren per jaar gegeven aan een pasgeboren meisje. Na 1945 groeide de populariteit van de naam, met een maximum in 1976, toen 782 meisjes deze voornaam kregen. Daarna nam de populariteit weer af tot ca. 30 per jaar na 2010.

## Achternaam Jutte
De verkorte versie van Judith, Jutte, heeft een grote verspreiding gekregen. Daardoor evolueert de naam Jutte op verschillende plaatsen tot de familienaam Jutte. Dat kan op verschillende manieren gebeurd zijn:
- De naam Jutte verwijst naar een vrouwelijke voorouder.
- Een adellijke vrouw met de naam Jutte erft een boerderij of stuk grond, dat vervolgens haar naam krijgt. Latere bewoners nemen dan die naam als achternaam aan. Dit is gebeurd op enkele plaatsen in Overijssel, namelijk in Dalfsen, Magele.
- De naam is aangenomen rond 1812, toen iedereen een achternaam moest aannemen.

## Varianten
Varianten van de voornaam zijn onder andere (in alfabetische volgorde):
- Yahuda (Arabisch)
- Giuditta (Italiaans)
- הודעס Hudes (Jiddisch)
- Jitka (Tsjechisch)
- Jodi (Engels)
- Jodus (Engels) (dit is een variant voor een jongen)
- Jodie (Engels)
- Jody (Engels)
- Jude (Engels)
- Judeta (Spaans)
- Judik (in gebruik bij Nederlandse Joden)[4]
- Judina (Spaans)
- Ιουδίθ (Iudith) (Grieks)
- Iudita (Roemeens)
- Judit (Cataans, Hongaars, Scandinavisch, Spaans)
- Judita (Tsjechisch, Slovaaks, Spaans, Lithauws)
- Judite (Portugees)
- Judīte (Lets)
- Judith (Frans, Duits)
- Juditha (Frans)
- Judithe (Frans)
- Judyta (Pools)
- Jutka (Nederlands, Hongaars)
- Jutta (Duits)
- Jutte (Nederlands, Duits)
- Juut (Nederlands)
- Juyt of Juytken (Nederlands)[5]
- Jytte (Deens)
- יְהוּדִית Yehudit (Hebreeuws)
- יידעל Yidel (Jiddisch)
- Yodit (Amhaars)
- יודעל Yudel (Jiddisch)
- Юдифь Yudif (Russisch)
- Юдита Yudita (uit het Carpatho-Russische taalgebied)
- יוטקע Yutke (Jiddisch)

## Bekende Judiths

### Adellijke personen
- Judith van Beieren (+843), echtgenote van Lodewijk de Vrome
- Judith van Beieren (925-ca. 985), echtgenote van Hendrik I van Beieren
- Judith van Beieren (+ca. 1130), echtgenote van Frederik II van Zwaben
- Judith van Bretagne (982-1017), echtgenote van Richard II van Normandië
- Judith van Habsburg (1271-1297), echtgenote van Wenceslaus II van Bohemen
- Judith van Oostenrijk, echtgenote van Willem V van Montferrato
- Judith van Schweinfurt, echtgenote van Břetislav I van Bohemen
- Judith van Thüringen (+ca. 1210), echtgenote van Wladislaus II van Bohemen
- Judith van Vlaanderen (+1094), echtgenote van Tostig Godwinson en Welf IV
- Judith van West-Francië (844-870), echtgenote van Aethelwulf en Aethelbald van Wessex en Boudewijn I van Vlaanderen
- Judith van Zwaben (1054-ca. 1105), echtgenote van Solomon van Hongarije en Wladislaus I Herman van Polen
- Judith Přemysl (+1086), echtgenote van Władysław I van Polen

### Personen met voornaam Judith
- Judit Polgár (*1976), Hongaars schaakster
- Judith Anderson (1897-1992), Australisch actrice
- Judith Ansems (*1972), Nederlands zangeres
- Judith Arndt (*1976), Duits wielrenster
- Judith Baarssen (*1978), Nederlands atlete
- Judith Barker (*1943), Brits actrice
- Judith Barsi (1978-1988), Amerikaans kindactrice
- Judith Belinfante (*1943), Nederlands historicus en politica
- Judith Berkson (*1977), Amerikaans musicus
- Judith Bosch (*1944), Nederlands presentatrice
- Judith Braun (*1955), Nederlands beeldhouwster
- Judith de Bruijn (*1963), Nederlands presentatrice
- Judith Butler (*1956), Amerikaans filosoof
- Judith Chapman (*1951), Amerikaans actrice
- Judith Chemla (*1985), Frans actrice
- Judith Dannhauer (*1982), Duits schaatsster
- Judi Dench (*1934), Brits actrice en auteur
- Judith Durham (*1943), Australische zangeres
- Judith Frijlink (*1989), Nederlands voetbalster
- Judith Godrèche (*1972), Frans actrice
- Judith van Hagen (*1971), Nederlands golfer
- Judith von Halle (*1972), Duits auteur
- Judith Hand (*1940), Amerikaans biologe
- Judith Heber (1880-1919), Noors componiste
- Judith Hees (*1950), Nederlands actrice
- Judith Hermann (*1970), Duits schrijfster
- Judith Herzberg (*1934), Nederlands schrijfster
- Judit Hettema (*1977), Nederlands kunstenares
- Judith Hoag (*1968), Amerikaans actrice
- Judith Holofernes (*1976), Duits zangeres en tekstschrijver
- Judith Ivey (*1951), Amerikaans actrice
- Judith Jobse (*1970), Nederlands zangeres
- Judith van Kampen (*1978), Nederlands softballer
- Judith Kappert (*1997), Nederlands voetbalster
- Judith de Klijn (*1967), Nederlands presentatrice
- Judith Koelemeijer (*1967), Nederlands schrijfster
- Judith Kuckart (*1959), Duits schrijfster
- Judith Krantz (*1928), Amerikaans schrijfster
- Judith Kuipers (*1972), Nederlands voetbalster
- Judith Lang Zaimont (*1945), Amerikaans componiste
- Judith de Leeuw, Nederlands diskjockey
- Judith Leyster (1609-1660), Nederlands schilderes
- Judith Light (*1949), Amerikaans actrice
- Judith Lowry (1890-1976), Amerikaans actrice
- Judit Magos (*1951), Hongaars tafeltennisster
- Judith McConnell (*1944), Amerikaans actrice
- Judith Merkies (*1966), Nederlands politica
- Judith Meulendijks (*1978), Nederlands badmintonspeelster
- Judith Miller (*1948), Amerikaans journaliste
- Judith Nelson (1939-2012), Amerikaans zangeres
- Judith de Nijs (*1942), Nederlands zwemster
- Judith Pfaeltzer (*1950), Nederlands beeldhouwster
- Judith Pietersen (*1989), Nederlands volleybalster
- Judith Rakers (*1976), Duits presentatrice
- Judith Resnik (1949-1986), Amerikaans astronaut
- Judith Révész (*1915), Hongaars-Nederlands pottenbakster
- Judith Rouwenhorst (*1981), Nederlands voetbalster
- Judith Salomé (*1949), Nederlands tennisster
- Judith Sargentini (*1974), Nederlands politica
- Judith Schalansky (*1980), Duits schrijfster
- Judith Schuyf (*1951), Nederlands historicus
- Judith Swinkels (*1961), Nederlands politica
- Judith Ten Bosch (*1957), Nederlands kunstenares
- Judith Thijssen (*1975), Nederlands voetbalster
- Judith Vandermeiren (*1994), Belgisch hockeyster
- Judith Vanistendael (*1974), Belgisch tekenares
- Judith Vis (*1980), Nederlands atlete
- Judith Visser (*1978), Nederlands schrijfster
- Judith van Wanroij (*1974), Nederlands zangeres
- Judith Weir (*1954), Brits componiste
- Judith Westervelt (*1994), Nederlands voetbalster
- Judith Wiesner (*1966), Oostenrijks tennisster

## Wetenswaardigheden
- Als er in een gezin twee zusjes zijn, is de kans dat een zusje van Judith Esther heet het grootste. Mirjam staat op de plaats hieronder.[6]